# Häggenås landskommun
Häggenås landskommun var en kommun i Jämtlands län.

## Administrativ historik
Kommunen bildades 1863 i Häggenås socken i Jämtland när 1862 års kommunalförordningar trädde i kraft. 
Kommunreformen 1952 påverkade inte Häggenås, men 1963 gick den upp i Lits landskommun.
Området tillhör sedan 1971 Östersunds kommun.

### Kyrklig tillhörighet
I kyrkligt hänseende tillhörde kommunen Häggenås församling.

## Geografi
Häggenås landskommun omfattade den 1 januari 1952 en areal av 488,10 km², varav 480,30 km² land.

### Tätorter i kommunen 1960
I Häggenås landskommun fanns den 1 november 1960 ingen tätort. Tätortsgraden i kommunen var då alltså 0,0 procent.

## Politik

### Mandatfördelning i valen 1938-1958
| 14 | 3 | 4 | 4 |

| 24 |

| 14 | 4 | 4 | 3 |

| 24 |

| 13 | 5 | 5 | 2 |

| 22 |

| 13 | 6 | 3 | 3 |

| 23 |

| 14 | 5 | 3 | 3 |

| 23 |

| 12 | 6 | 3 | 4 |

| 24 |